# Milan Biševac
Milan Biševac (Kosovska Mitrovica, Yugoslavia, 31 de agosto de 1983) es un exfutbolista serbio que jugaba de defensa. Desde diciembre de 2019 es entrenador asistente del RS Magny.

## Selección nacional
Fue internacional con la selección de fútbol de Serbia en 19 ocasiones.

## Clubes
| Club                      | País                | Año       |
| ------------------------- | ------------------- | --------- |
| BASK Belgrado             | Yugoslavia          | 2001-2003 |
| F. K. Bežanija            | Yugoslavia          | 2003      |
| F. K. Železnik            | Serbia y Montenegro | 2004      |
| Estrella Roja de Belgrado | Serbia y Montenegro | 2004-2006 |
| R. C. Lens                | Francia             | 2007-2008 |
| Valenciennes F. C.        | Francia             | 2008-2011 |
| París Saint-Germain F. C. | Francia             | 2011-2012 |
| Olympique de Lyon         | Francia             | 2012-2016 |
| S. S. Lazio               | Italia              | 2016      |
| F. C. Metz                | Francia             | 2017-2018 |
| F91 Dudelange             | Luxemburgo          | 2018-2019 |
| F. C. Swift Hesperange    | Luxemburgo          | 2019      |

## Palmarés

### Títulos nacionales
| Título                              | Club                      | País                | Año  |
| ----------------------------------- | ------------------------- | ------------------- | ---- |
| Primera Liga de Serbia y Montenegro | Estrella Roja de Belgrado | Serbia y Montenegro | 2006 |
| Copa de Serbia y Montenegro         | Estrella Roja de Belgrado | Serbia y Montenegro | 2006 |
| División Nacional de Luxemburgo     | F91 Dudelange             | Luxemburgo          | 2019 |
| Copa de Luxemburgo                  | F91 Dudelange             | Luxemburgo          | 2019 |